# Mercado central de Kuala Lumpur
El Mercado central de Kuala Lumpur (en malayo: Pasar Seni Kuala Lumpur) es una atracción principal en Kuala Lumpur, la capital del país asiático de Malasia. 
El Mercado Central de Kuala Lumpur se encuentra en Jalan Tun Tan Cheng Lock (Avenida Foch) y la sección peatonal de Jalan Hang Kasturi (Calle Rodger), a pocos minutos de distancia de la calle Petaling. Fue fundado en 1888 y originalmente utilizado como un «mercado mojado», mientras que el edificio actual se terminó en 1937. Desde entonces, ha sido clasificado como Patrimonio de la sociedad patrimonial de Malasia y ahora es un punto de referencia para la cultura y el patrimonio de Malasia. 
El edificio fue construido por los británicos que estaban gobernando Malasia en ese momento y que fue utilizado como mercado mojado por los ciudadanos de Kuala Lumpur y por los mineros del estaño.